# Smal islandslav
Smal islandslav (Cetraria ericetorum) är en lavart som beskrevs av Opiz. Smal islandslav ingår i släktet Cetraria och familjen Parmeliaceae.  Utöver nominatformen finns också underarten reticulata.